# Ramón Diosdado Caballero

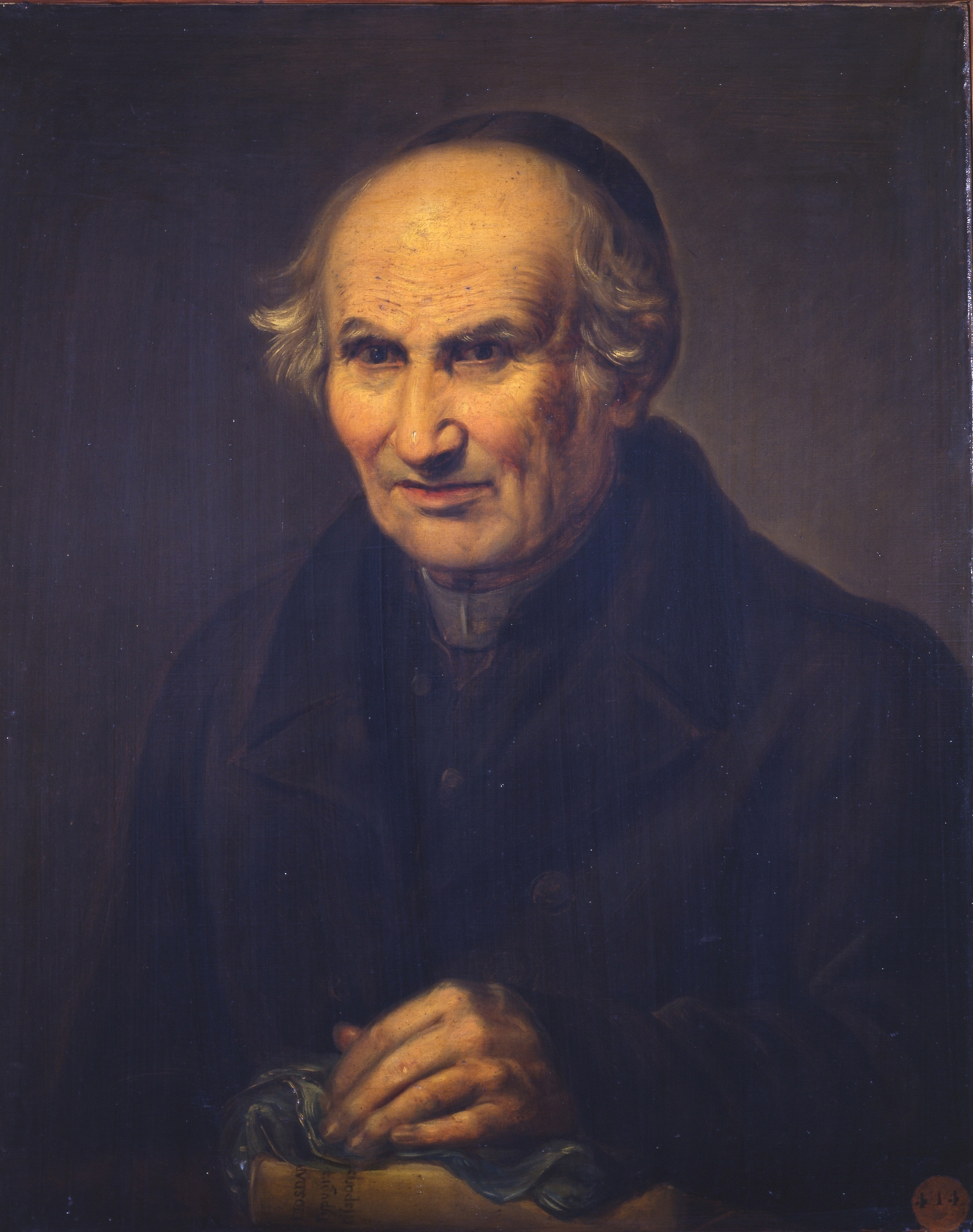
Valentín Carderera, Retrato de D. Raimundo Diosdado, óleo sobre lienzo, 62 x 51 cm, Madrid, Real Academia de Bellas Artes de San Fernando.

Ramón o Raimundo Diosdado Caballero (Palma, 19 de junio de 1740-Roma, 28 de abril de 1829) fue un sacerdote jesuita español, autor de variados estudios bibliográficos, escriturísticos y americanistas que, en gran parte, iban a quedar sin publicar.

## Biografía
Nacido en las Baleares por razón del destino paterno, un militar e hidalgo extremeño, ingresó en la Compañía de Jesús en Madrid en noviembre de 1752 y recibió la ordenación sacerdotal en Alcalá de Henares diez años más tarde. Fue profesor de retórica en el Colegio Imperial de Madrid hasta que la expulsión de los jesuitas en 1767 le obligó a exiliarse en Italia. Residió en Ferrara y Forli, donde coincidiría con Lorenzo Hervás, de quien fue amigo y colaborador íntimo hasta el punto de que, a su muerte, en 1809, Hervás le nombró heredero y fideicomisario de sus últimas voluntades, legándole sus manuscritos. En 1775 se estableció en Roma donde, según su propia confesión, se sumergió en las bibliotecas para escapar de la tristeza que le producía el exilio y la supresión de la Compañía. Detenido por negarse a prestar juramento a José Bonaparte como rey de España en 1809, permaneció en Roma hasta su muerte, el 28 de abril de 1829.
Fruto de sus estudios bibliográficos fueron la publicación en latín de una defensa de la antigüedad de la tipografía española, con el primer catálogo de incunables impresos en España: De prima Typographia Hispanicae aetate Specimen (Roma, 1793), obra traducida al castellano por Vicente Fontán que la publicó en Madrid en 1863 con el título Breve examen acerca de los primeros tiempos del arte tipográfico en España, y el Supplementum a la Bibliothecae scriptorum Societatis Jesu, que había quedado interrumpida en 1676 (2 volúmenes, Roma, 1814-1816). Dejó, además, varios miles de notas inéditas para complementar tanto la Biblioteca de escritores jesuitas como la Bibliotheca Hispana Vetus et Nova de Nicolás Antonio.
Un carácter acusadamente polémico tienen algunos de sus otros escritos, en particular aquellos en los que abordó la defensa de la conquista y colonización de la América española frente a los ataques de los ilustrados franceses. A este propósito corresponden la apología de Hernán Cortes, L'eroismo di Ferdinando Cortese confermato contra le censure nemiche (Roma, 1806), sus Avvertimenti amichevoli all’erudito traduttore romano della Geografia di W. Gutrie, publicados sin nombre de autor en Nápoles en 1799, donde respondía a los numerosos errores que acerca de la geografía americana contenía la Geografía universal de William Guthrie, al tiempo que atacaba al dominico Bartolomé de las Casas, o los tres volúmenes de Observaciones a la Storia antica del Messico, del también jesuita Francisco Javier Clavijero. Por esta obra, que quedó sin publicar, recibió un premio de seiscientos ducados otorgado por el Consejo de Indias, a pesar de los cargos formulados por Juan Bautista Muñoz contra el Abate Filibero de Parri Palma o sea el Abate D. Ramon Diosdado Caballero: sobre la Historia Antigua de México por el Abate D. Francisco Xavier Clavijero. Con Osservazioni sulla patria del pittore Giuseppe di Ribera detto lo Spagnoletto (Roma y Nápoles, 1796), opúsculo del que salió traducción castellana impresa en Valencia en 1828, salía en fin al paso de quienes pretendían hacer napolitano al pintor Jusepe de Ribera.